# Maibara
Maibara (jap. 米原市 Maibara-shi) – miasto w Japonii, w południowej części wyspy Honsiu, nad jeziorem Biwa.